# Supa Dupa Fly
| Críticas profissionais | Críticas profissionais |
| Avaliações da crítica  | Avaliações da crítica  |
| Fonte                  | Avaliação              |
| ---------------------- | ---------------------- |
| Allmusic               | [ 1 ]                  |
| Robert Christgau       | A−                     |
| Entertainment Weekly   | A−                     |
| Los Angeles Times      | [ 4 ]                  |
| Melody Maker           | (favorável)            |
| Rolling Stone          | (1997)                 |
| Rolling Stone          | (2004)                 |
| The Source             | (favorável)            |
| Spin                   | (8/10)                 |
| Vibe                   | (favorável)            |

Supa Dupa Fly é o álbum de estúdio de estreia da rapper americana Missy Elliott. No ensino médio, Elliott e três amigas formaram um grupo chamado Fayze, mais tarde chamado de Sista. O grupo chamou a atenção do produtor musical DeVante Swing, que era parte do grupo de R&B Jodeci, que as assinou com sua gravadora, Swing Mob. O grupo gravou um álbum em Nova Iorque, que nunca foi lançado. Isso levou ao fim do contrato de gravação do grupo. Após retornar a Portsmouth, Virgínia, Elliott e o produtor Timbaland começaram a compor canções, contribuindo com várias do álbum One in a Million, da cantora Aaliyah.
Em 1996, Elliott assinou um contrato com a Elektra Records e recebeu sua própria gravadora, Goldmind. A presidente e diretora executiva da Elektra na época, Sylvia Rhone, encorajou Elliott a embarcar em uma carreira solo. Supa Dupa Fly foi gravado e produzido somente por Timbaland, e foi lançado em Julho de 1997 através da Goldmind Inc. e Elektra Records. O álbum apresentou os singles "The Rain (Supa Dupa Fly)", "Sock It 2 Me", "Hit Em wit da Hee" e "Beep Me 911". Participações especiais no álbum incluem Busta Rhymes, Ginuwine, Nicole e Aaliyah. O álbum estreou no número 3 na Billboard 200 e liderou a parada Top R&B/Hip-Hop Albums da Billboard. Vendeu 1.2 milhão de cópias nos Estados Unidos, onde recebeu o certificado de disco de platina pela Recording Industry Association of America.

## Lista de faixas
| #  | Título                                       | Compositor(es) | Duração |
| -- | -------------------------------------------- | --- | ------- |
| 1  | "Busta's Intro" featuring Busta Rhymes       | Trevor Smith | 1:53    |
| 2  | "Hit Em wit da Hee" featuring Lil' Kim       | Melissa Elliott, Kimberly Jones, Timothy Mosley                                                                    | 4:19    |
| 3  | "Sock It 2 Me" featuring Da Brat             | T. D. Bell, Elliott, Shawntae Harris, W. Hart, Mosley                                                              | 4:17    |
| 4  | "The Rain (Supa Dupa Fly)"                   | Donald Bryant, Elliott, Bernard Miller, Mosley, Ann Peebles                                                        | 4:11    |
| 5  | "Beep Me 911" featuring 702 and Magoo        | Melvin Barcliff, Elliott, Mosley                                                                                   | 4:57    |
| 6  | "They Don't Wanna Fuck wit Me"               | Elliott, Mosley | 3:18    |
| 7  | "Pass da Blunt"                              | H.B. Bennett, H. Jackson Brown Jr., Elliott, L. Ferguson, R. Lyn, J. Mittoo, Mosley, L. Sibbles, F. Thomas Simpson | 3:17    |
| 8  | "Bite Our Style (Interlude)"                 | Elliott, Mosley | 0:43    |
| 9  | "Friendly Skies" featuring Ginuwine          | Elliott, Mosley | 4:59    |
| 10 | "Best Friends" featuring Aaliyah             | Elliott, Mosley | 4:07    |
| 11 | "Don't Be Commin' (In My Face)"              | Elliott, Mosley | 4:11    |
| 12 | "Izzy Izzy Ahh"                              | Elliott, Mosley | 3:54    |
| 13 | "Why You Hurt Me"                            | Elliott, E. Floyd, E., Tim Mosley                                                                                  | 4:31    |
| 14 | "I'm Talkin'"                                | Elliott, Mosley | 5:02    |
| 15 | "Gettaway" featuring Space and Nicole        | Elliott, Mosley, Tracey Selden, Lashone Siplin                                                                     | 4:25    |
| 16 | "Busta's Outro" featuring Busta Rhymes       | Mosley, Smith | 1:38    |
| 17 | "Missy's Finale"                             | | 0:24    |
| *  | "Release the Tension" (Japanese bonus track) | Elliott, Roderick Wiggins                                                                                          |         |

## Tabelas musicais e certificações
| Tabela musical (1997)                 | Maior posição |
| ------------------------------------- | ------------- |
| Dutch Albums Chart                    | 69            |
| New Zealand Albums Chart              | 49            |
| U.S. Billboard 200                    | 3             |
| U.S. Billboard Top R&B/Hip-Hop Albums | 1             |

| País                  | Certificação |
| --------------------- | ------------ |
| Reino Unido (BPI)     | Prata        |
| Estados Unidos (RIAA) | Platina      |

## Notações
1. ↑  Huey, Steve. «Supa Dupa Fly > Overview». Allmusic. Consultado em 2 de fevereiro de 2010
2. ↑  Christgau, Robert. «Missy Misdemeanor Elliott [extended]». robertchristgau.com. Consultado em 2 de fevereiro de 2010
3. ↑  Diehl, Matt (8 de agosto de 1997). «Music Review - Supa Dupa Fly (1997)». Entertainment Weekly. Time. Consultado em 2 de fevereiro de 2010
4. ↑  Coker, Cheo Hodari (24 de agosto de 1997). «Pop Music; In Brief; *** 1/2 Missy Elliott, 'Supa Dupa Fly,' EastWest Records» 🔗. Los Angeles Times. Tribune Company. Consultado em 9 de abril de 2010
5. 1 2  Hess 2007, p. 508
6. ↑  Jamison, Laura (4 de setembro de 1997). «Missy Elliott: Supa Dupa Fly: Music Reviews». Rolling Stone. Wenner Media. Consultado em 2 de fevereiro de 2010
7. ↑  Bogdanov, Vladimir; Woodstra, Chris; Erlewine, Stephen Thomas (2002). All Music Guide to Rock: The Definitive Guide to Rock, Pop, and Soul. [S.l.]: Hal Leonard Corporation. p. 362. ISBN 087930653X
8. 1 2  «Missy Elliott - Supa Dupa Fly CD Album». CD Universe. Muze. Consultado em 15 de maio de 2011
9. 1 2  «Missy Elliott - Supa Dupa Fly (Album)». Ultratop. Consultado em 2 de fevereiro de 2010
10. 1 2  «Supa Dupa Fly - Missy Misdemeanor Elliott (1997)». Billboard. Nielsen Business Media. Consultado em 2 de fevereiro de 2010
11. ↑  «BPI Certified Awards Search» (insert "Missy Elliott" into the "Search" box, and then select "Go"). British Phonographic Industry. Consultado em 13 de junho de 2012
12. ↑  «Gold & Platinum: Elliott, Missy». Recording Industry Association of America. Consultado em 13 de junho de 2012. Arquivado do original em 25 de fevereiro de 2013